# Чинеевский Участок
Чинеевский Участок — посёлок в Юргамышском районе Курганской области. Входит в состав Чинеевского сельсовета.

## История
До 1917 года в составе Чинеевской волости Курганского уезда Тобольской губернии. По данным на 1926 год деревня Чинеевская состояла из 226 хозяйств. В административном отношении входила в состав Чинеевского сельсовета Юргамышского района Курганского округа Уральской области.

## Население
| 1989 | 2002 | 2010 |
| ---- | ---- | ---- |
| 178  | ↘147 | ↘127 |

По данным переписи 1926 года в деревне проживало 979 человек (483 мужчины и 496 женщин), в том числе: русские составляли 99 % населения.